# Cabo de Santa Maria
O cabo de Santa Maria é o ponto mais a sul de Portugal Continental, na Ria Formosa, Município de Faro. É um ponto na curva da praia na ilha da Barreta, que também tem o nome de ilha do Cabo de Santa Maria ou ilha Deserta.
Este cabo localizava-se na primitiva Ilha do Cabo de Santa Maria. A abertura definitiva do canal da Barra Nova, para serviço dos portos de Faro e Olhão, no primeiro quartel do século XX, dividiu a ilha em duas — Culatra e Barreta.
Geógrafos antigos como Avieno  e  Estrabão referem a existência de um Promontorium Cuneus situada a leste do Promontorium Sacrum (O Cabo de São Vicente ou a Ponta de Sagres) e que este seria o Cabo de Santa Maria. No entanto, uma vez que a "forma de cunha" apenas é visível aos autores de mapas modernos e não aos navegantes daqueles tempos que viajavam junto da costa, e desta forma de promontório não estar levantada sobre o mar (como acontece com o Cabo de São Vicente) e ser uma zona de cordão dunar ou ilhas-barreira de areia, portanto mutável no espaço de poucas gerações humanas, levam estudiosos actuais a rejeitar esta ligação.
Existe outra teoria que a cidade de Ossónoba, esta sim erigida sobre uma elevação e fazendo face directamente ao mar seria o Promontorium Cuneus desses tempos, para mais é a lenda da ligação do culto de Santa Maria à cidade e deste ter sobrevivido no nome da cidade mesmo durante os tempos da dominação moura (pode ser consultado na Tabula Rogeriana de Al-Idrisi) a verdadeira razão para o nome actual do cabo (ver História de Faro).